# Trichopria modesta
Trichopria modesta är en stekelart som först beskrevs av Julius Theodor Christian Ratzeburg 1848.  Trichopria modesta ingår i släktet Trichopria, och familjen hyllhornsteklar. Arten är reproducerande i Sverige.